# Полонеза
Полонеза је пољска стилизована народна игра умереног темпа и троделног ритма. У њима су оживљене успомене на херојску прошлост Пољске. Најпопуларнија је полонеза у Аs-дуру пољског композитора и пијанисте Фредерика Шопена и позната је под називом и као тријумфална тј. симболизује победу и ослобођење Пољске.